# Богдан Андрій Йосипович
Андрі́й Йо́сипович Бо́гдан (нар. 3 грудня 1976, Львів, УРСР, СРСР) — український юрист, глава Адміністрації Президента України з 21 травня по 24 червня 2019 року. Голова Офісу Президента України з 25 червня 2019 по 11 лютого 2020 року, відповідав за комунікацію, правові та політичні питання. Член РНБО (з 31 травня 2019 по 12 лютого 2020 року). У минулому — особистий адвокат олігарха Ігоря Коломойського. З 2007 по 2010 рік працював заступником міністра юстиції Миколи Оніщука. Після перемоги Януковича на президентських виборах 2010 року перейшов на посаду урядового уповноваженого з питань антикорупційної політики в Уряді Азарова (2010—2014), за що був люстрований. Заслужений юрист України.

## Життєпис
1976 року народження, освіта вища. 1998 року закінчив Львівський університет ім. Франка, здобув кваліфікацію юриста. 2007 року в цьому ж університеті отримав другу вищу освіту, отримавши кваліфікацію економіста, спеціаліста з фінансів. Має науковий ступінь кандидата юридичних наук (2010).
З 1998 р. — юрисконсульт у приватному та державному секторах. З 2001 р. — адвокат Київського апеляційного господарського суду. З 2004 р. — партнер, керівний партнер Адвокатського об'єднання «Пукшин і Партнери».
На позачергових виборах до Верховної Ради 2007 року йшов під № 93 за списком блоку «Наша Україна — Народна самооборона», однак до парламенту не потрапив.
З 2007 до 2010 року — заступник міністра юстиції Миколи Оніщука. З грудня 2007 до березня 2009 року поєднував роботу в уряді з обов'язками (на громадських засадах) помічника-консультанта народного депутата Андрія Портнова.
19 грудня 2010 призначений Миколою Азаровим заступником Міністра Кабінету Міністрів України — Урядовим уповноваженим з питань антикорупційної політики згідно з розпорядженням КМУ від 17.03.2010 № 453-р. Звільнений з посади Урядового уповноваженого 3 березня 2014 року.
З весни 2014 року — радник голови Дніпропетровської ОДА Ігоря Коломойського, з 2015 року — його особистий адвокат.
На позачергових парламентських виборах 2014 року балотувався за списками Блоку Порошенка під № 74, однак до Верховної Ради VIII скликання не пройшов. 2016 року з'їздом партії був виключений зі списку разом з іншими 12 кандидатами. Оскаржував це рішення в суді, однак суд не задовольнив позовні вимоги Богдана.

### Робота в Адміністрації Президента України та Офісі Президента
З 21 травня 2019 року до 25 червня 2019 року — Глава Адміністрації Президента України.
З 25 червня 2019 року — керівник Офісу Президента України.
24 липня 2019-го Богдан звернувся до Кабміну з проханням звільнити голову КМДА Віталія Кличка. Замість нього на цю посаду представники провладної партії Слуга народу планували призначити Олександра Ткаченка, директора каналу 1+1. Кличко відповів, що не залишатиме посади, а робитиме все, щоб відстояти місцеве самоврядування. Вибори мера Києва за законом мали відбутись 2020 року. Прем'єр-міністр Гройсман повідомив, що питання відставки Кличка буде розглянуто на найближчому засіданні.
Голова Комісії державних нагород та геральдики (з 13 серпня 2019 до 18 березня 2020).

### Вимога відставки та відставка з посади
23 травня 2019 року на офіційному сайті Електронних петицій до Президента була зареєстрована петиція з вимогою відставки Богдана з посади Глави Адміністрації Президента, яка за один день зібрала 25.000 необхідних підписів, а в момент закінчення терміну для підтримки петиції громадянами кількість підписів становила 33 228
Суть петиції полягала в тому, що Богдан підпадає під дію Закону України «Про очищення влади» [Архівовано 17 червня 2019 у Wayback Machine.], а тому не може обіймати державні посади, а також не може обіймати посаду Голови Адміністрації Президента України, що визначено в частині 5 статті 2 згаданого закону. 6 червня 2019 року петиція була розглянута Президентом України, текст відповіді містив посилання на правові норми, але не мав прямої відповіді на питання, поставлене автором петиції та підписантами.
Андрій Богдан подав у відставку 11 лютого 2020 року. У ЗМІ була опублікована інформація про відставку Богдана нібито через його конфлікт з радником Зеленського Андрієм Єрмаком, який пізніше й зайняв його місце.
У червні 2020 року Володимир Зеленський заявив в інтерв'ю виданню «Українська правда», що вважає — «врятував Богдана від влади», коли звільнив його з посади голови Офісу президента. І пояснив, що Андрій Богдан мав отримати посаду генерального прокурора, а рішення про його призначення «із самого початку було неправильним». Богдан оприлюднив публічну відповідь на ці та інші висловлювання щодо нього. Пост ексчиновника у Фейсбуці був відверто критичним супроти Зеленського. «Я Вам вдячний, тому що моє ім'я не буде мати відношення до хаосу, в який Ви кидаєте країну. … Ми з вами і командою сконцентрували демократичним шляхом абсолютну владу у країні, яку ви за чотири місяці перетворили у посміховисько. Мені щиро жаль, що наші мрії про країну щасливих людей, де немає корупції, ви проміняли на теплу ванну для себе і дешеві забаганки непрофесійних і самозакоханих людей, які вами маніпулюють», — написав Богдан.

## Бізнес та власність
Журналісти програми «Наші гроші» Дениса Бігуса з'ясували, що Богдан причетний до офшорів, які займалися кредитними аферами на сотні мільйонів гривень. Він є власником маєтку в Конча-Заспі та великих ділянок землі в Київській області, які він купив, працюючи на держслужбі. Журналісти стверджують, що Богдан консультував, як проводити кредитні шахрайства.

## Розслідування
Богдан фігурував у кримінальній справі ГПУ, його підозрюють у впливі на судові рішення, згідно із якими Україну зобов'язали виплатити Росії 3,2 млрд грн за гарантіями компанії «Єдині енергетичні системи». У справі було підготовлено проєкти повідомлень про підозри, але керівництво ГПУ заблокувало подальше розслідування.
У грудні 2019 проти Богдана було відкрито провадження за позовом від Михайла Ноняка, колишнього керівника Укртрансбезпеки. Ноняк вимагав визнати протиправною вимогу Богдана щодо притягнення його до відповідальності та звільнення.
Крім того, 19-20 листопада 2019 року анонімний Телеграм-канал «Трубу прорвало» почав оприлюднювати записи з кабінету директора Держбюро розслідувань Романа Труби, зі змісту яких випливало, що ДБР виконує політичні замовлення в тому числі керівника Офісу президента України Андрія Богдана з незаконного переслідування як п'ятого президента України, так і членів його команди.

## Скандали і звинувачення
Наприкінці вересня 2019 року програма «Схеми» Радіо свобода оприлюднила журналістське розслідування, згідно із даними якого Богдан 2013 року літав разом з тодішнім прем'єром Миколою Азаровим на переговори до Росії за день до зупинки євроінтеграції. Доказом стали дані про перетин Богданом російського кордону, які «Схемам» вдалося дістати з внутрішньої системи Прикордонної служби Росії, а, окрім того, його прізвище було зазначене в робочому документі Кабміну щодо складу делегації, який журналісти отримали у відповідь на свій запит. Богдан подав позов до Шевченківського районного суду Києва проти журналістів програми та Національної суспільної телерадіокомпанії України. В Офісі Президента пояснили, що в період з 12.04.2014 до 12.04.2019 Андрій Богдан перетнув кордон України в напрямку Російської Федерації та Республіки Білорусь лише двічі — у травні 2014 року, у той час як у випуску програми стверджувалося, що протягом 2018 — початку 2019 року Андрій Богдан перетинав Білоруську повітряну ділянку кордону 11 разів.

## Відзнаки
- Заслужений юрист України (22 червня 2007) — за вагомий особистий внесок у розвиток конституційних засад української державності, багаторічну сумлінну працю, високий професіоналізм та з нагоди Дня Конституції України[44].
- Почесна грамота Кабінету Міністрів України (2013)[9].
- Третій ранг державного службовця.

## Родина та особисте життя
- Батько Богдан Йосип Гнатович — доцент кафедри цивільного права та процесу ЛНУ ім. Франка[45][46].
- Розлучений, має 4-х доньок: Вікторію, Анастасію, Катерину та Софію.
- Зустрічається із Анастасією Слічною (із 2018 року).[47][48][49]